# Station Drolsum
Station Drolsum (Noors: Drolsum stoppested) is een voormalige halteplaats in  Drolsum in de gemeente Modum  in  Noorwegen. Het oorspronkelijke station lag aan Randsfjordbanen en werd in 1903 geopend. Het stationsgebouw is verdwenen. De halte wordt niet meer bediend.